# Oenochroma cerasiplaga
Oenochroma cerasiplaga là một loài bướm đêm trong họ Geometridae.